# Iago López
Iago López Carracedo (Lugo, 6 aprile 1999) è un calciatore spagnolo, difensore del Lugo.

## Carriera
Cresciuto nel settore giovanile del Deportivo La Coruña, debutta con la squadra riserve il 7 maggio 2017 in occasione dell'incontro di Tercera División vinto 2-1 contro l'As Pontes.
L'11 luglio 2018 viene acquistato dal Girona che lo gira in prestito al Peralada, formazione affiliata al club biancorosso in Segunda División B.
Il 19 agosto seguente viene prestato all'UD Logroñés fino al termine della stagione; impiegato da titolare fin dalle prime partite, ottiene con il club la promozione in Segunda División. Dopo aver esteso il prestito anche per l'annata 2020-2021, il 12 settembre 2020 fa il suo esordio fra i professionisti giocando il match perso 1-0 contro lo Sporting Gijón.
Retrocesso al termine della stagione, fa rientro al Girona che lo cede a titolo definitivo al Mirandés.

## Statistiche
Statistiche aggiornate al 2 gennaio 2022.

### Presenze e reti nei club
| Stagione        | Squadra         | Campionato      | Campionato | Campionato | Coppe nazionali | Coppe nazionali | Coppe nazionali | Coppe continentali | Coppe continentali | Coppe continentali | Altre coppe | Altre coppe | Altre coppe | Totale | Totale | Totale |
| Stagione        | Squadra         | Comp            | Pres       | Reti       | Comp            | Pres            | Reti            | Comp               | Pres               | Reti               | Comp        | Pres        | Reti        | Pres   | Reti   |        |
| --------------- | --------------- | --------------- | ---------- | ---------- | --------------- | --------------- | --------------- | ------------------ | ------------------ | ------------------ | ----------- | ----------- | ----------- | ------ | ------ | ------ |
| 2016-2017       | Deportivo B     | TD              | 1          | 0          |                 | -               | -               |                    | -                  | -                  |             | -           | -           | 1      | 0      |        |
| 2018-2019       | Peralada        | SDB             | 29         | 2          |                 | -               | -               |                    | -                  | -                  |             | -           | -           | 29     | 2      |        |
| 2019-2020       | UD Logroñés     | SDB             | 19         | 1          | CR              | 1               | 0               |                    | -                  | -                  |             | -           | -           | 20     | 1      |        |
| 2020-2021       | UD Logroñés     | SD              | 37         | 0          | CR              | 1               | 0               |                    | -                  | -                  |             | -           | -           | 38     | 0      |        |
| 2021-2022       | Mirandés        | SD              | 13         | 0          | CR              | 2               | 0               |                    | -                  | -                  |             | -           | -           | 15     | 0      |        |
| Totale carriera | Totale carriera | Totale carriera | 99         | 3          |                 | 4               | 0               |                    | -                  | -                  |             | -           | -           | 103    | 3      |        |